# 贝肯廷
贝肯廷（德語：Berkenthin）是德国石勒苏益格－荷尔斯泰因州的一个市镇。总面积10.25平方公里，总人口2030人，其中男性1002人，女性1028人（2011年12月31日），人口密度198人/平方公里。